# Dave Green
Dave Green (nascido em 1983) é um cineasta e diretor de videoclipes americano. Ele é conhecido por dirigir vários videoclipes e curtas-metragens, especialmente trabalhando com Miles Fisher. Ele fez sua estréia na direção com o filme Terra para Echo, e então dirigiu Tartarugas Ninja: Fora das Sombras.

## Carreira
Green dirigiu vários videoclipes, incluindo o cover de Miles Fisher da música "This Must Be the Place" do Talking Heads de 2009. Ele também dirigiu o curta-metragem de comédia de animação Meltdown em 2009, no qual David Cross dublou o papel principal.
Em 2010, Green dirigiu um curta paródia intitulado Pinkberry: The Movie, estrelado por Miles Fisher. Mais tarde, ele dirigiu uma série curta de televisão, Zombie Roadkill, estrelado por Thomas Haden Church e produzido por Sam Raimi.
Em 2011, Green e Fisher fizeram um curta-metragem viral New Romance junto com Jake Avnet para promover Final Destination 5. Mais tarde dirigiu outro curta, Dial M for Murder, para o Funny or Die.
Green estava programado para fazer sua estreia na direção com um filme de aventura de ficção científica intitulado Earth to Echo para a Walt Disney Pictures. A Disney vendeu os direitos do filme para a Relativity Media em 2013. Andrew Panay produziu o filme, que foi escrito por Henry Gayden e estrelado por Astro, Reese Hartwig e Teo Halm. O filme foi lançado em 2 de julho de 2014, arrecadando mais de US$ 45 milhões.
Em agosto de 2013, a Warner Bros. contratou Green para dirigir a ação de ficção científica Lore, baseada na história em quadrinhos escrita por Ashley Wood e TP Louise. Cory Goodman e Jeremy Lott escreveram o roteiro, enquanto Dwayne Johnson foi escalado para o papel principal. Barry Sonnenfeld foi contratado anteriormente para dirigir o filme.
Em dezembro de 2014, Green foi contratado pela Paramount Pictures para dirigir Tartarugas Ninja: Fora das Sombras, uma sequência do filme As Tartarugas Ninja, que arrecadou US$ 493 milhões em todo o mundo. Os roteiristas do primeiro filme, Josh Appelbaum e André Nemec, escreveram o roteiro. Michael Bay produziu o filme, estrelado por Alan Ritchson, Jeremy Howard, Pete Ploszek, e Noel Fisher. As filmagens começaram em abril de 2015 em Nova Iorque e Buffalo.
Em dezembro de 2019, foi relatado que Green dirigiria um filme que misturaria live-action com animação digital e baseado no personagem Wile E. Coyote dos Looney Tunes, intitulado Coyote vs. Acme. James Gunn e Chris DeFaria iriam produzir o filme. Coyote vs. Acme foi originalmente programado para ser lançado em 21 de julho de 2023. No entanto, o filme Barbie, de Greta Gerwig, ocupou esse espaço.

## Filmografia
- Terra para Echo (2014)
- Tartarugas Ninja: Fora das Sombras (2016)
- Coyote vs. Acme (TBA)